# Tijana Bogdanović
Tijana Bogdanović (cyr. Тијана Богдановић, ur. 4 maja 1998) – serbska zawodniczka taekwondo. Srebrna medalistka olimpijska z Rio de Janeiro.
Zawody w 2016 były jej pierwszymi igrzyskami olimpijskimi. Po medal sięgnęła w rywalizacji w wadze do 49 kilogramów, w finale pokonała ją Koreanka Kim So-hui. Zdobyła brąz mistrzostw świata w 2015, na mistrzostwach Europy sięgała po złoto w 2016 i brąz w 2018.